# Joan Pons Bover
Joan Pons Bover (Santanyí, 1972) és un escriptor i mestre de Primària. Ha coordinat clubs de lectura i ha col·laborat en diferents mitjans com el suplement Bellver (Diario de Mallorca) i la revista Dies i coses.
El seu debut literari fou amb la novel·la negra Un incendi al Paradís, Premi de Narrativa 2016 dins els Premis Pollença de Literatura, en què l'acció transcorre a la Mallorca de principi de segle xx, «durant vint-i-cinc dies d'una tardor xafogosa i malsana. L'aire té gust de ferro i ciment, i els illencs ja comencen a sentir-se estranys a la seva pròpia terra a causa de la intensificació aclaparadora i desordenada del fenomen turístic».
L'any 2020 publicà Tània i els vius (Premi Ciutat de Palma Llorenç Villalonga de Novel·la 2019), una història polifònica sobre la dificultat d'entendre i aprehendre la veritat i la realitat, a partir de la història de quatre personatges expulsats de l'illa, «un paradís ple de miratges».

## Obra publicada
- Un incendi al Paradís.  Pollença: El Gall, 2016 (El cabàs;65). ISBN 978-84-1641-614-1. (VII Premi Pollença de Narrativa 2016)[4]
- Tània i els vius.  Calonge: Adia, 2020 (Llimona verda;10). ISBN 978-84-1200-835-7. (Premi Llorenç Villalonga de novel·la dels premis Ciutat de Palma 2019)[5]